# Weissia minuta
Weissia minuta là một loài Rêu trong họ Pottiaceae. Loài này được (Dixon & P. de la Varde) M.N. Aziz & Vohra mô tả khoa học đầu tiên năm 2008.